# Leopoldsburg
Leopoldsburg (in francese Bourg-Léopold) è un comune belga di 14 472 abitanti, situato nella provincia fiamminga del Limburgo belga.